# منشأة السلام (الشرقية)
قرية منشاة السلام هي إحدى القرى التابعة لمركز بلبيس في محافظة الشرقية في جمهورية مصر العربية. حسب إحصاءات سنة 2006، بلغ إجمالي السكان في منشاة السلام 5392 نسمة، منهم 2908 رجل و2484 امرأة.